# برش زیگ‌زاگ

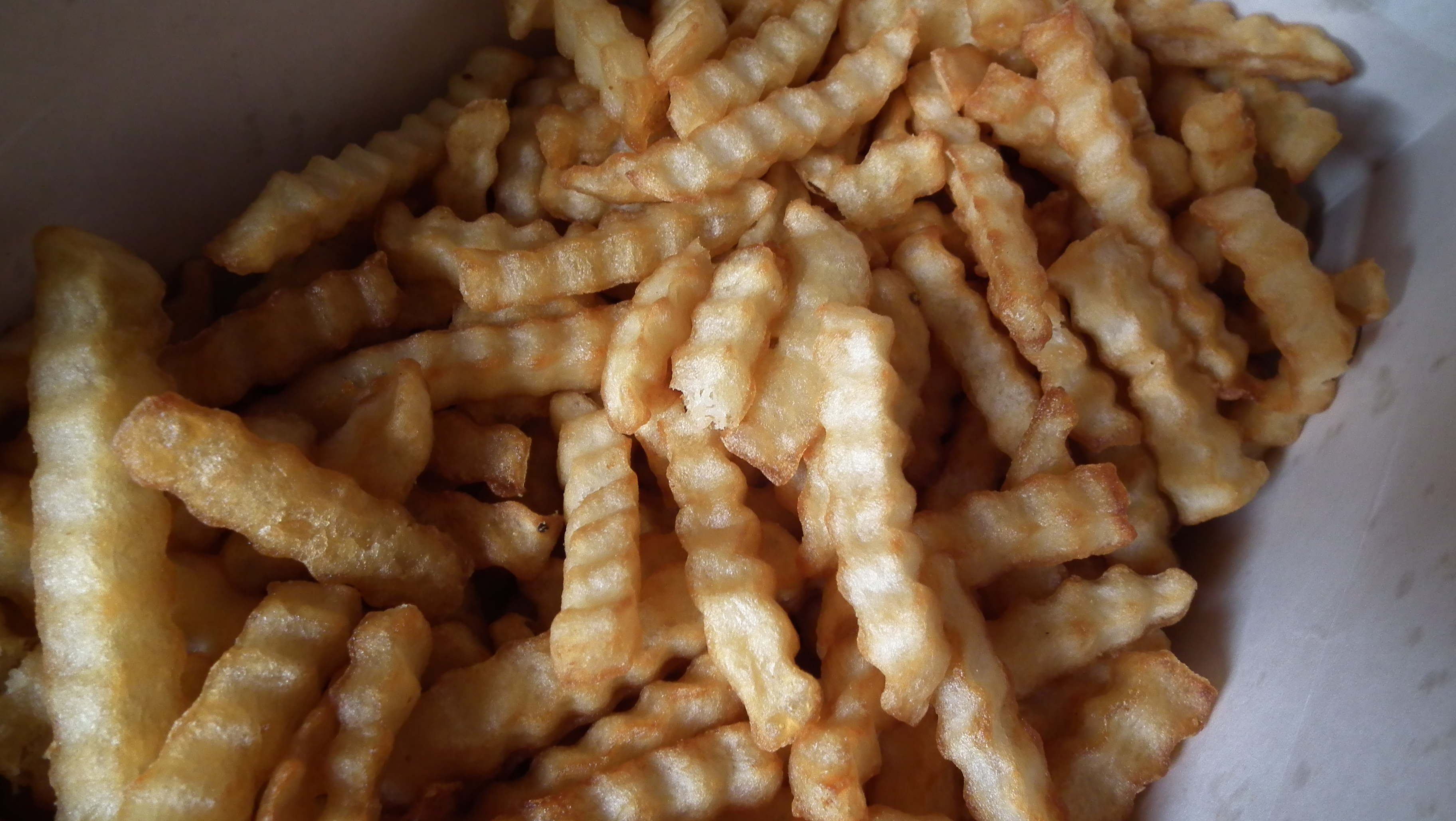
سیب‌زمینی سرخ‌کرده زیگ‌زاگ

برش زیگ‌زاگ برشی است که سطحی موجدار به جا می گذارد. می توان این کار را برای تقویت بافت یا خواص مکانیکی غذا انجام داد. سیب‌زمینی سرخ‌کرده زیگ‌زاگ باعث جذب بیشتر روغن و همچنین افزایش توانایی آنها در حفظ سس می شود. 

## سیب‌زمینی وافلی

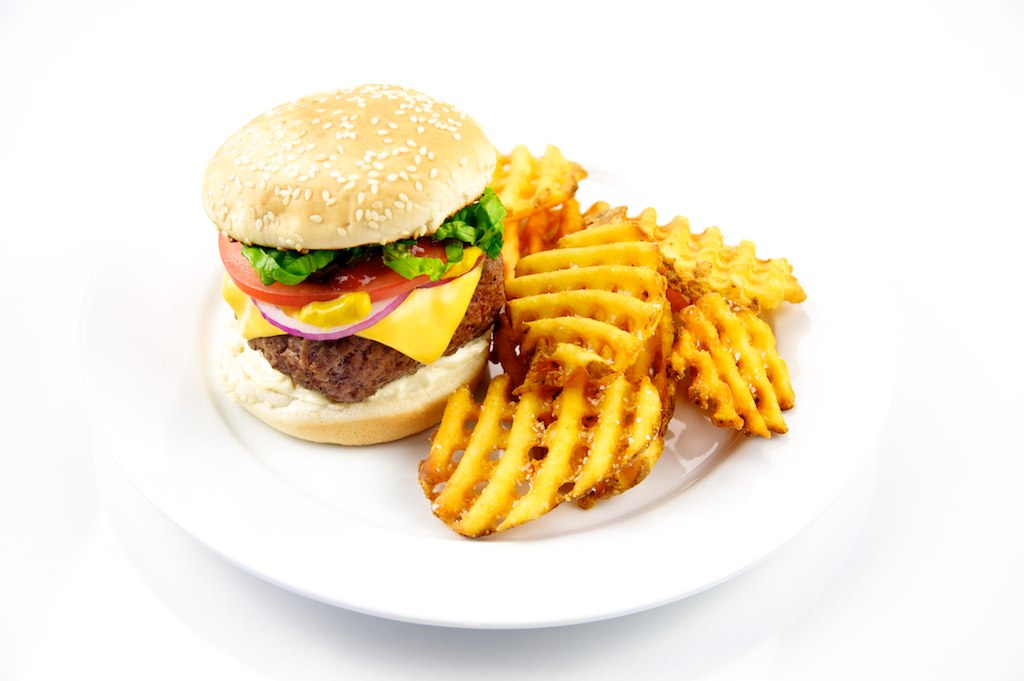
سیب زمینی سرخ کرده وافل با همبرگر

گاوفرت پومس ، سیب زمینی سرخ‌کرده وافلی، سیب زمینی سرخ کرده یا کراس کراس، سیب زمینی سرخ شده ای هستند که از چرخاندن یک چهارم سیب زمینی قبل از هر عبور از روی تیغه موجدار ماندولین و سرخ کردن عمیق به دست می آیند. این امر سطح ناحیه را نسبت به حجم افزایش داده و سطح بیشتری را در معرض فرآیند پخت قرار می‌دهد و اجازه می‌دهد بخار آب بیشتری خارج شود و در نتیجه محصولی تردتر و شاید خوشمزه‌تر می‌شود زیرا بیشتر آن در معرض قهوه‌ای شدن و طعم‌سازی است که اثرات واکنش مایارد که در طول پخت و پز رخ می دهد.  

## نگارخانه

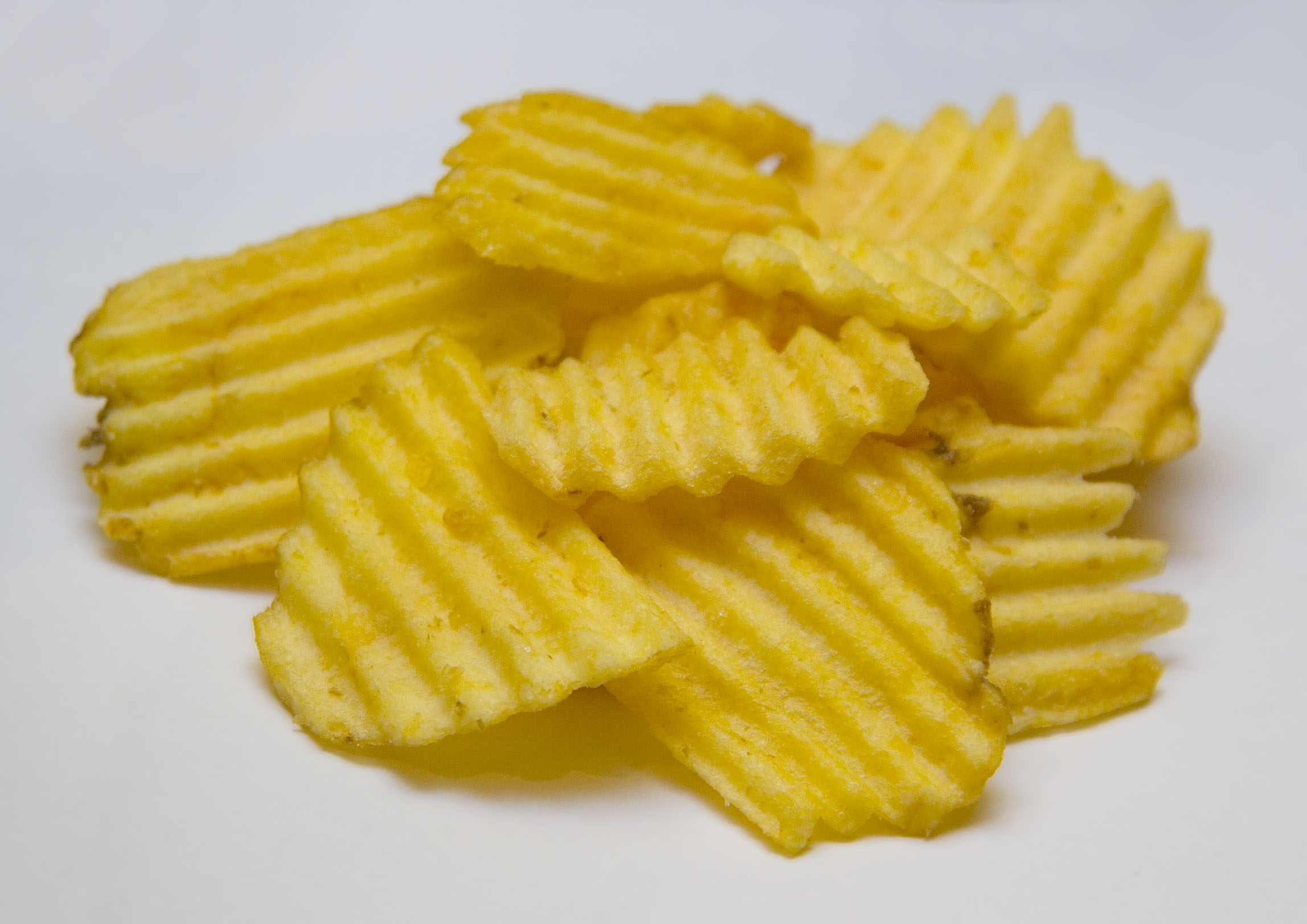
چیپس سیب زمینی موج‌دار
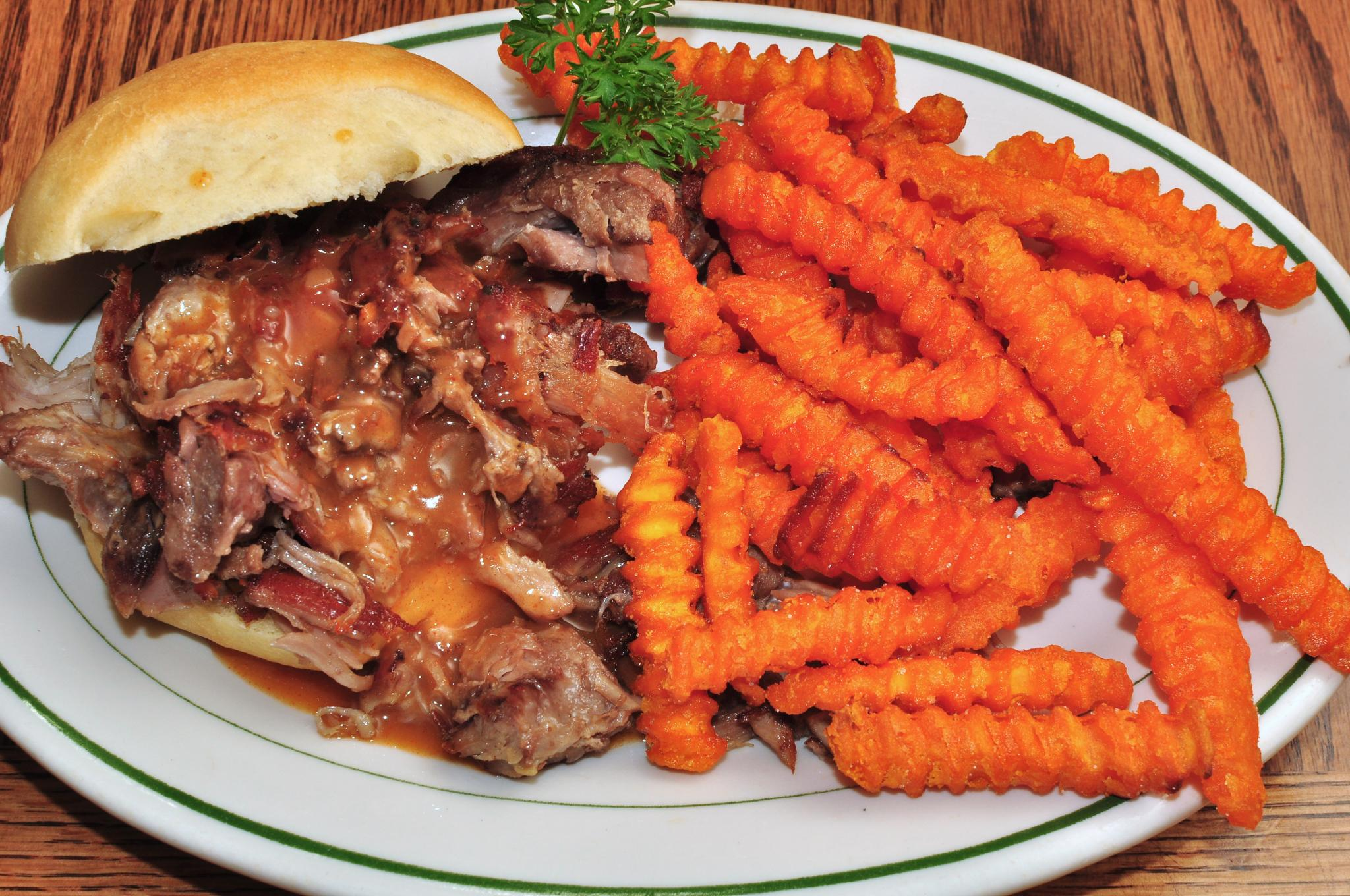
سیب زمینی سرخ کرده شیرین یا "سیب زمینی زیگ‌زاگ"